# Aqua Wing Arena
L'Aqua Wing Arena (en japonès: 長野運動公園総合運動場総合市民プール) és un complex esportiu situat a la ciutat de Nagano (Japó), utilitzat per a la pràctica de l'hoquei sobre gel i la natació.
Fou construït el 1997 amb una capacitat per a 5.000 persones. Durant els Jocs Olímpics d'Hivern de 1998 realitzats a Nagano fou la seu de la competició d'hoquei sobre gel. Fou l'última instal·lació esportiva a ser completada per a aquests jocs. També fou la seu d'aquesta competició durant la realització dels Jocs Paralímpics d'hivern de 1998. En finalitzar els Jocs fou remodelada completament i actualment és utilitzat per a la pràctica de la natació.